# Ugly Americans
Ugly Americans ist eine US-amerikanische-kanadisch Animationsserie, die von Devin Clark und David M. Stern, einem ehemaligen Autor von Die Simpsons, entwickelt wurde. Sie wird komplett mit Flash animiert.

## Handlung
Ugly Americans spielt im New York der Gegenwart, das in der Serie jedoch nicht nur von Menschen und Tieren, sondern auch von einer Vielzahl an Fabelwesen, Dämonen und Monstern bewohnt wird. Die Hauptfigur ist Mark Lilly, ein Sozialarbeiter, dessen Aufgabe es ist, Immigranten aller Art bei ihrer Eingliederung in die Gesellschaft zur Seite zu stehen.

## Hauptfiguren
- Mark Lilly ist noch neu in New York und seinem Job bei der Integrationsbehörde. Er hat eine ausgeprägte soziale Ader und ist oft der einzige, dem die Probleme seiner Schützlinge wirklich am Herzen liegen. Oft fehlt ihm jedoch das nötige Wissen über einzelne Kreaturen, woraus sich Missverständnisse und Probleme ergeben. Er führt eine turbulente Beziehung mit seiner Vorgesetzten Callie.
- Randall Skeffington ist Marks Mitbewohner und ein Zombie, was er absichtlich wurde, um im Vollrausch eine Frau zu beeindrucken. Er ist meistens nur auf sein eigenes Vergnügen bedacht und hält ständig nach sexuellen Abenteuern Ausschau.
- Callie Maggotbone (dt. Madenknochen) ist Marks Vorgesetzte, mit der er eine komplizierte Beziehung führt, die im Verlauf der Serie mehrmals beendet und wieder aufgenommen wird. Sie ist die Tochter des Teufels und einer Sterblichen, was sie zu einem halben Succubus macht. Sie scheint oft zwischen ihrer menschlichen und ihrer dämonischen Seite hin- und hergerissen zu sein.
- Leonard Powers ist ein Zauberer und nach massiven Budgetkürzungen Marks einziger verbleibender Mitarbeiter. Er ist schwerer Alkoholiker und benutzt seine Zauberkräfte häufig, um seiner Arbeit zu entgehen, weshalb er Mark selten eine Hilfe ist. Er lässt sich des Öfteren von seinem Hologramm Melchior vertreten, das ihm völlig gleicht, außer dass Melchior lilafarben und durchscheinend ist.
- Twayne Boneraper (dt. Knochenstecher) ist der Leiter der Integrationsbehörde und ebenfalls ein Dämon. Er hält nichts von sozialer Arbeit, wie Mark sie verrichtet, und versucht oft, ihn dabei zu behindern, wobei ihm aber immer wieder seine eigene Inkompetenz und sein Geltungsbedürfnis im Weg stehen.
- Francis „Frank“ Grimes ist in der Behörde dafür zuständig, illegale Immigranten zu verfolgen, und hegt gegen alles Nicht-Menschliche großes Misstrauen. Auch ihm geht die tolerante Einstellung Marks gegen den Strich.

### Synchronisation
Synchronstudio: Studio Hamburg Synchron GmbH
Dialogbuch: Stefan Eckel, Ulrich Georg
Dialogregie: Sascha Draeger
| Rolle                  | Englische Sprecher  | Deutsche Sprecher   |
| ---------------------- | ------------------- | ------------------- |
| Mark Lilly             | Matt Oberg          | Christian Stark     |
| Randall Skeffington    | Kurt Metzger        | Daniel Welbat       |
| Callie Maggotbone      | Natasha Leggero     | Jennifer Böttcher   |
| Leonard Powers         | Randy Pearlstein    | Sven Dahlem         |
| Twayne Boneraper       | Michael-Leon Wooley | Charles Rettinghaus |
| Francis „Frank“ Grimes | Larry Murphy        | Jürgen Holdorf      |

## Ausstrahlung

### Vereinigte Staaten
Die erste Staffel wurde zwischen März und November 2010 ausgestrahlt. Der erste Teil der zweiten Staffel war vom 30. Juni bis zum 1. September 2011 in den USA zu sehen. Der zweite Teil wurde vom 14. März bis zum 25. April 2012 gezeigt.
Im Juni 2013 wurde die Serie bei Comedy Central eingestellt.

### Deutschland
In Deutschland wird die Serie vom deutschen Sender Comedy Central ausgestrahlt. Die erste Staffel wurde in Deutschland vom 4. März bis zum 18. August 2011 auf Comedy Central ausgestrahlt. Die Ausstrahlung der zweiten Staffel startete am 1. April 2012 bis zur Folge 10. Ab 23. Februar 2014 wurden die restlichen Folgen der zweiten Staffel auf VIVA ausgestrahlt.

## Episodenliste
| Nr. (gesamt) | Nr. (Staffel) | Originaltitel                   | Deutscher Titel                    | Erstausstrahlung (US) | Erstausstrahlung (D) |
| ------------ | ------------- | ------------------------------- | ---------------------------------- | --------------------- | -------------------- |
| 01           | 01            | Pilot/D.O.I. Cutbacks           | Pilot – Date in der Hölle          | 17. März 2010         | 4. März 2011         |
| 02           | 02            | An American Werewolf in America | Es war einmal ein American Werwolf | 24. März 2010         | 18. März 2011        |
| 03           | 03            | Demon Baby                      | Das Dämonen-Baby                   | 31. März 2010         | 11. März 2011        |
| 04           | 04            | Blob Gets Job                   | Ein Job für den Blob               | 7. April 2010         | 25. März 2011        |
| 05           | 05            | Treegasm                        | Höhepunkte der Natur               | 14. April 2010        | 8. April 2011        |
| 06           | 06            | So, You Want to be a Vampire?   | Du willst also Vampir werden       | 21. April 2010        | 1. April 2011        |
| 07           | 07            | Kong of Queens                  | Kong of Queens                     | 28. April 2010        | 15. April 2011       |
| 08           | 08            | Better Off Undead               | Untote haben’s besser              | 6. Oktober 2010       | 24. April 2011       |
| 09           | 09            | Kill, Mark… Kill!               | Leonard muss sterben               | 13. Oktober 2010      | 15. Mai 2011         |
| 10           | 10            | Sympathy for the Devil          | Sympathie für den Teufel           | 20. Oktober 2010      | 14. August 2011      |
| 11           | 11            | Hell for the Holidays           | Familienfest in der Hölle          | 27. Oktober 2010      | 22. Mai 2011         |
| 12           | 12            | Trolling for Terror             | Das wahre Leben                    | 3. November 2010      | 29. Mai 2011         |
| 13           | 13            | Soul Sucker                     | Die Puzzle-Box                     | 10. November 2010     | 8. Mai 2011          |
| 14           | 14            | The Manbirds                    | Die Manbirds                       | 17. November 2010     | 5. Juni 2011         |

| Nr. (gesamt) | Nr. (Staffel) | Originaltitel                     | Deutscher Titel                          | Erstausstrahlung (US) | Erstausstrahlung (D) |
| ------------ | ------------- | --------------------------------- | ---------------------------------------- | --------------------- | -------------------- |
| 15           | 01            | Wet Hot Demonic Summer            | Das höllisch heiße Sommer-Camp           | 30. Juni 2011         | 1. April 2012        |
| 16           | 02            | Callie and Her Sister             | Callie und ihre Schwester                | 7. Juli 2011          | 8. April 2012        |
| 17           | 03            | Ride Me to Hell                   | Die Höllenfahrt                          | 14. Juli 2011         | 15. April 2012       |
| 18           | 04            | G. I. Twayne                      | G. I. Twayne                             | 21. Juli 2011         | 22. April 2012       |
| 19           | 05            | The Ring of Powers                | Der Power-Ring                           | 28. Juli 2011         | 29. April 2012       |
| 20           | 06            | Attack of Mark’s Clone            | Marks Klon greift an                     | 4. August 2011        | 13. Mai 2012         |
| 21           | 07            | Wail Street                       | Crash an der Seelenbörse                 | 11. August 2011       | 20. Mai 2012         |
| 22           | 08            | Little Ship of Horrors            | Das kleine Horrorschiff                  | 18. August 2011       | 27. Mai 2012         |
| 23           | 09            | Lilly and the Beast               | Kein Glück ohne Eier                     | 25. August 2011       | 3. Juni 2012         |
| 24           | 10            | Mummy Dearest                     | Meine liebe Mumienmutter                 | 1. September 2011     | 10. Juni 2012        |
| 25           | 11            | Journey to the Center of Twayne   | Die Reise zum Mittelpunkt des Twayne     | 14. März 2012         | 23. Februar 2014     |
| 26           | 12            | Any Given Workday                 | Die Geheimwaffe                          | 21. März 2012         | 23. Februar 2014     |
| 27           | 13            | The Roast of Twayne the Boneraper | Der Roast von Twayne, dem Knochenstecher | 28. März 2012         | 2. März 2014         |
| 28           | 14            | Mark Loves Dick                   | Mark liebt Dick                          | 4. April 2012         | 2. März 2014         |
| 29           | 15            | The Stalking Dead                 | Zombie-Stalking                          | 11. April 2012        | 9. März 2014         |
| 30           | 16            | The Dork Knight                   | Bat Boy Mark                             | 18. April 2012        | 9. März 2014         |
| 31           | 17            | Fools for Love                    | April, April!                            | 25. April 2012        | 16. März 2014        |